# Jan Růžička
Jan Růžička (Mýto, 26 agosto 1984) è un calciatore ceco, difensore del Bohemians 1905.

## Carriera
Nel 2006 è stato acquistato dal Bohemians 1905 firmando un contratto con scadenza nel 2012.

## Palmarès

### Club

#### Competizioni nazionali
- Druhá Liga: 1

Bohemians 1905: 2008-2009